# Mount Tabor
Mount Tabor är ett berg i Kanada.   Det ligger i provinsen British Columbia, i den centrala delen av landet, 3 400 km väster om huvudstaden Ottawa. Toppen på Mount Tabor är 1 247 meter över havet.
Terrängen runt Mount Tabor är huvudsakligen kuperad, men åt nordost är den platt. Mount Tabor är den högsta punkten i trakten. Närmaste större samhälle är Prince George, 19,6 km väster om Mount Tabor.
I omgivningarna runt Mount Tabor växer i huvudsak blandskog. Trakten runt Mount Tabor är nära nog obefolkad, med mindre än två invånare per kvadratkilometer.